# Oxypselaphus
Oxypselaphus är ett släkte av skalbaggar som beskrevs av Maximilien de Chaudoir 1843. Oxypselaphus ingår i familjen jordlöpare.
Släktet innehåller bara arten Oxypselaphus obscurus.

## Bildgalleri

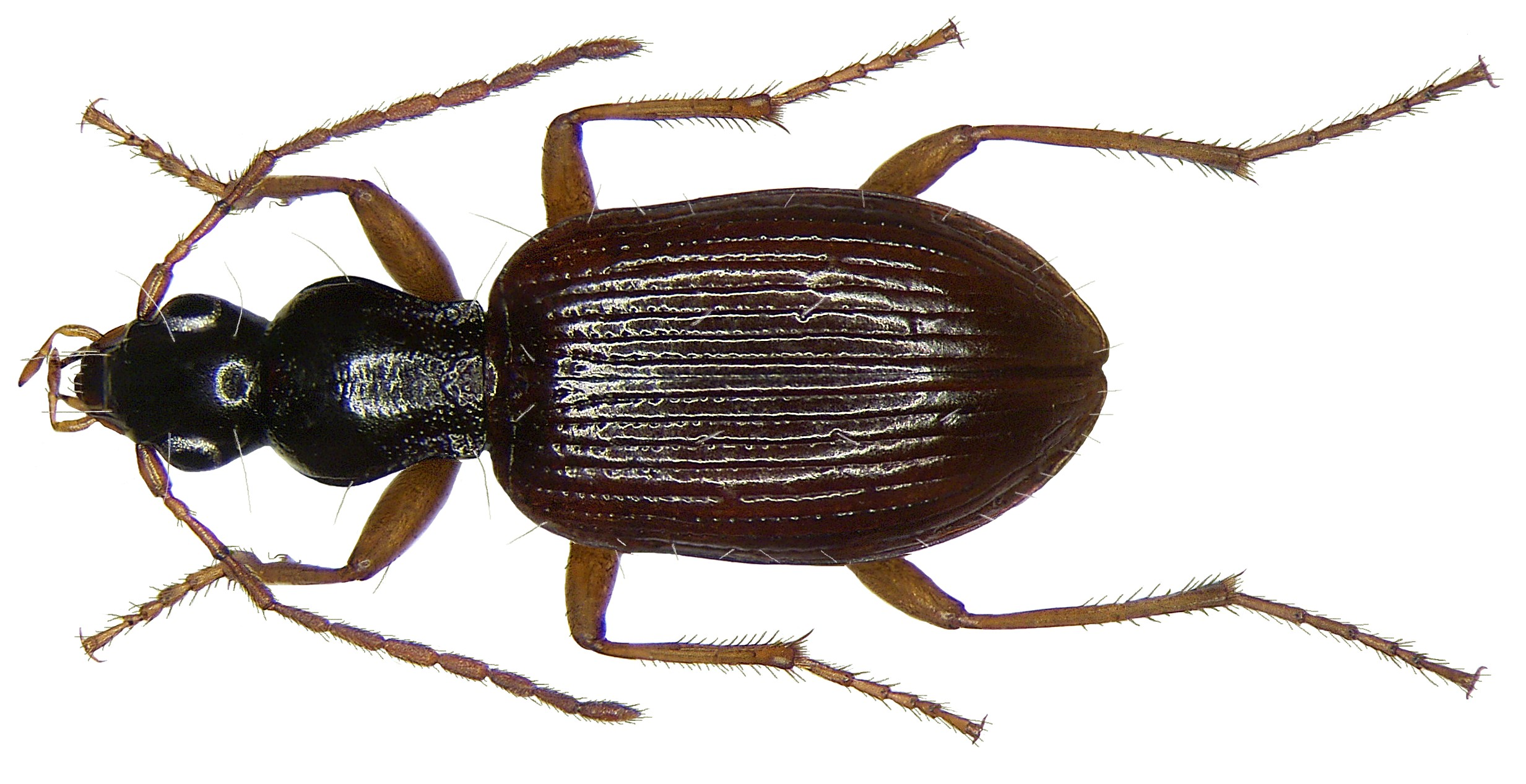
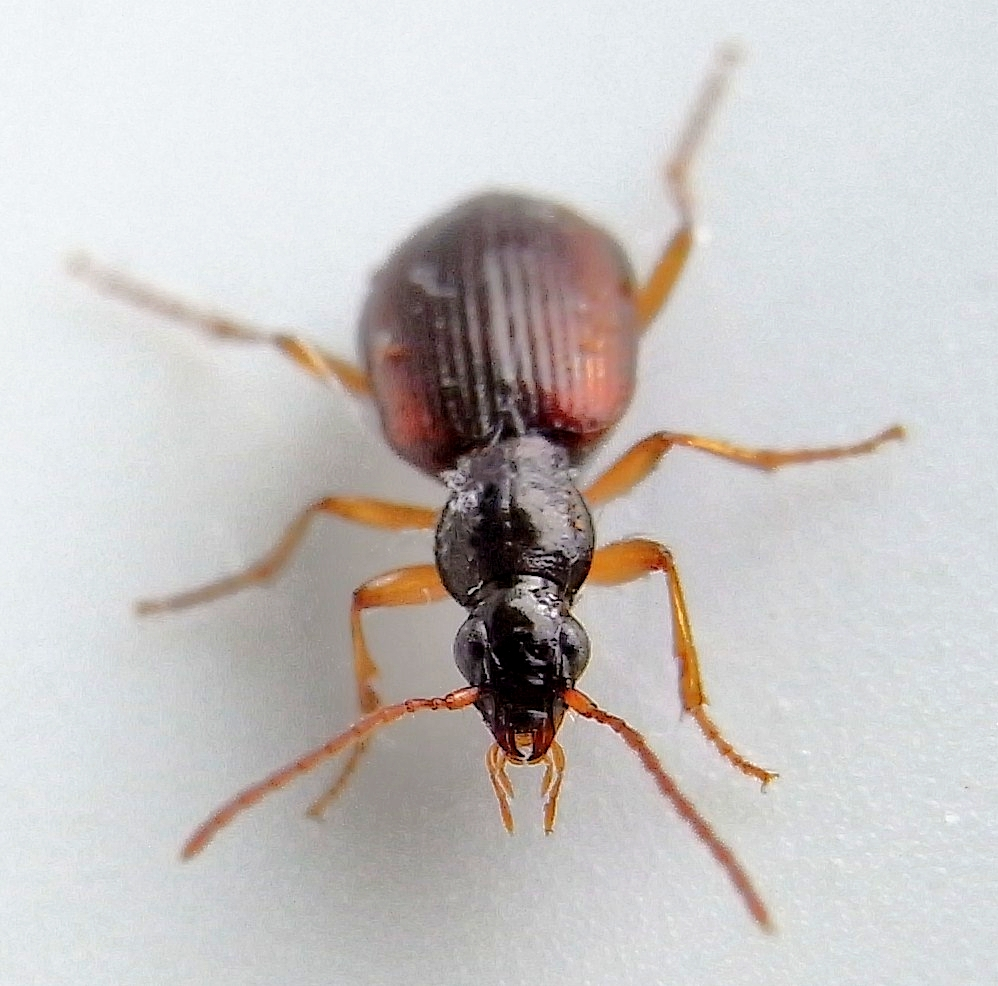
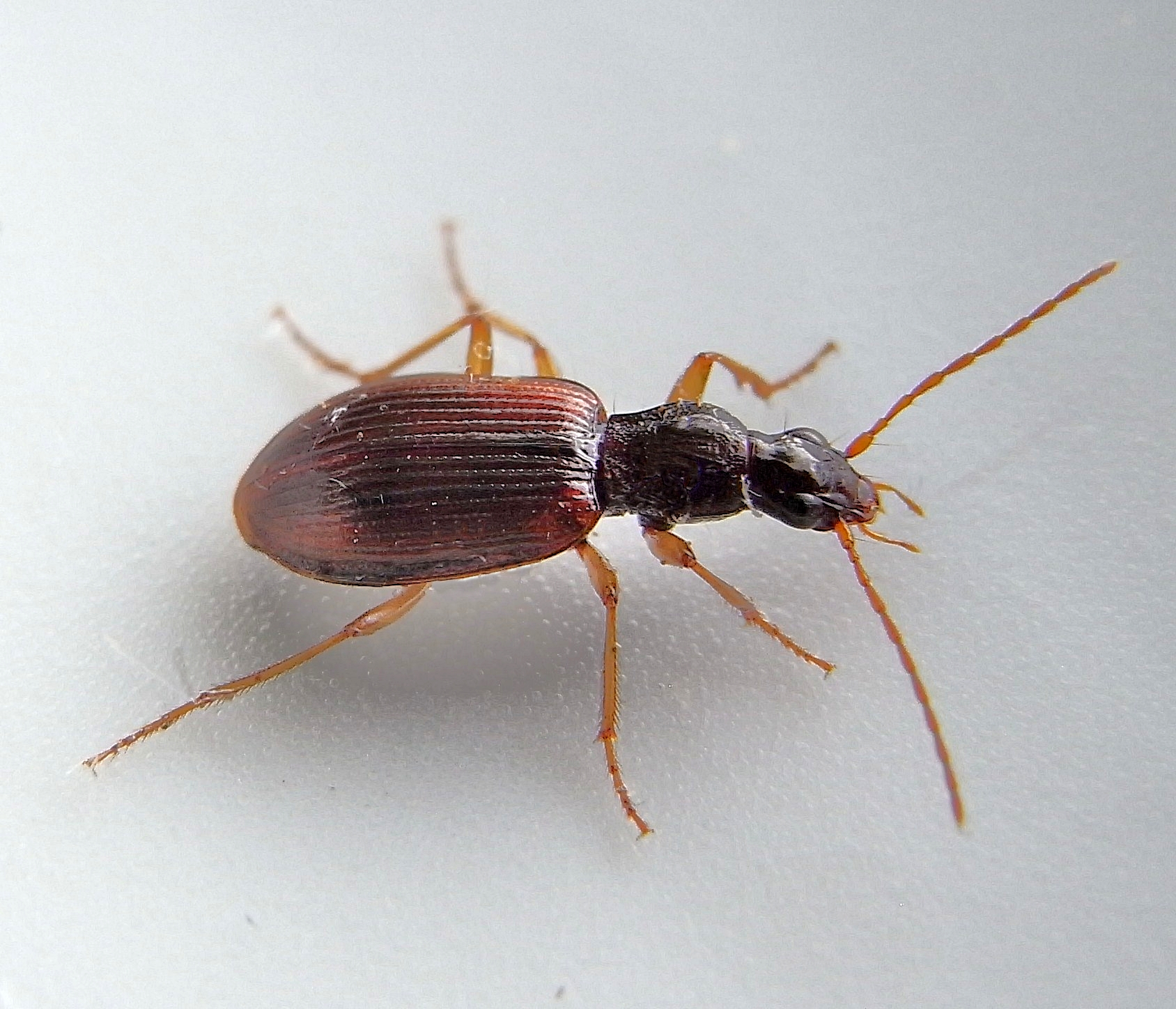
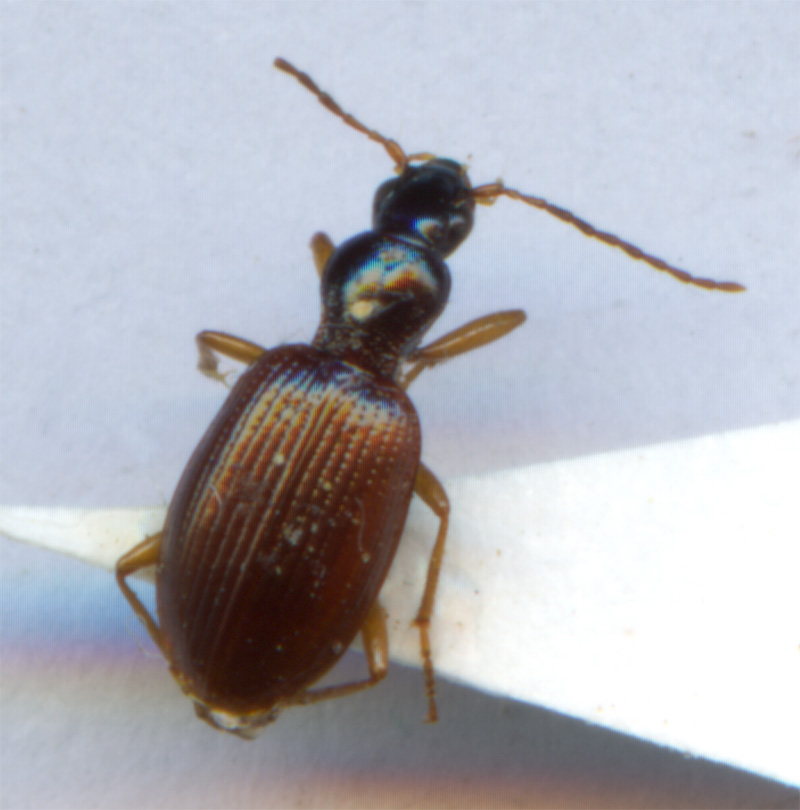